# Niklas Peter von Björnmarck
Niklas Peter von Björnmarck, född 17 augusti 1741 i Fredrikshamn, död 29 oktober 1813 i Kristianstad, var en svensk militär.
Niklas Peter von Björnmarck var son till Abraham von Björnmarck och Charlotta Margareta Ulf. Han antogs till krigstjänst 1744, blev sergeant vid kronprinsens regemente 1755, sekundfänrik där 1758, erhöll fänriks lön 1761, blev löjtnant 1768, stabskapten vid Konungens regemente 1773, kapten med kompani där 1776, premiärmajor 1783 och överstelöjtnant 1785. Han deltog i flera strider bland annat sjöslaget vid Hogland 1788. Björnmarck blev överste i armén 1792 och kommendant i Kristianstad samma år, var chef för Konungens eget värvade regemente 1795–1798 och erhöll avsked 1798 med bibehållande av kommendantskapet för Kristianstads fästning. Han blev generalmajor 1812.
Niklas Peter von Björnmarck blev riddare av Svärdsorden 1779.